# 三井物産マニラ支店長誘拐事件
三井物産マニラ支店長誘拐事件（みついぶっさんマニラしてんちょうゆうかいじけん）は、1986年にフィリピンで起こった日本人誘拐事件。

## 概要

### 事件発生
1986年11月15日15時頃、当時の三井物産マニラ支店長であった若王子信行（わかおうじ のぶゆき、1933年8月10日 - 1989年2月9日）が、マニラ首都圏郊外のゴルフ場からの帰りに、フィリピン共産党の軍事組織、新人民軍（NPA）のメンバー5人に誘拐された。その後事件が公になると、当時の日本では各種マスコミの報道を通じセンセーショナルな話題となる。

### 脅迫
その後の1987年1月16日に、三井物産本社や通信社各社に脅迫状や写真、テープが届いた。写真は、誘拐された支店長が虐待を受けているように見え、テープには弱々しい声が吹き込まれていた。この写真はその後すぐにマスメディアによって報道され、若王子の解放を求める世論が沸騰することになる。

### 解放
その後、数回脅迫状が届き、フィリピン政府やカトリック教会などが交渉に動いたと報道された後の、同年3月31日の夜にケソン市内の教会脇で解放された。解放された被害者に怪我はなく、写真やテープは犯人の偽装であることが解った。このことから、この事件は政治的な背景はなく、身代金目的の誘拐事件と見られている（NPA中央の声明によると、末端のメンバーが勝手に行ったことで、人質と引き換えに1,000万ドルの身代金が支払われたとのこと）。
なおこの際、イギリスの誘拐事件専門のコンサルティング会社を通じて交渉が行われたことと、人質と引き換えに身代金が払われたことを三井物産が発表したために、同様の事件を誘発するとして、大きな非難を受けた。三井物産の社長（当時）は、事件後の記者会見で「身代金を支払ったかどうかについて発表しても何もプラスにならないだけでなく、将来マイナスな結果を招くだけだ」と述べ、支払いを示唆する発言を行っていた。
三井物産は、過去に中南米や中東での誘拐対応実績のあるイギリスのコンサルティング会社など数社に極秘で協力を依頼し、そのスタッフの指導の下、犯人の出方を想定した予行演習を連日のように繰り返していたとされる。犯人との交渉では「決して焦らず、粘り強く、相手に弱みを見せない」を基本方針に対応したという。
また、1987年2月末に現地で「最後の仲介者」とされる人物が登場し、そこから交渉が急進展したことも明らかにされている。
事件の直後、後藤田正晴官房長官は、三井物産が身代金を支払ったことや、英国の誘拐事件専門会社の助言を受けていたことが明るみに出たことについて、同社社長（当時）に対し厳重注意を行った。会談後、社長は記者団に「長官に叱られた」と語った。
さらに、元警察庁警備局長で作家の佐々敦行は著書『我が上司 決断するペシミスト 後藤田正晴』（文春文庫）において、当時三井物産が依頼していた英国の専門会社は「コントロール・リスクス（Control Risks）」であったことを明かしている。1987年4月2日午前11時に行われた定例の官房長官記者会見では、「コントロール・リスクスと日本政府の関係はあるのか」との質問に対し、後藤田長官は「事実無根です」と否定している。

### 日本赤軍の関与
その後1991年に逮捕された犯人達は、「日本赤軍の協力があった」旨の供述をしている。主にフィリピン国外で行われたとみられる身代金の受け取りに協力したと考えられているが、詳細は不明である。
読売新聞が「三井物産マニラ支店長誘拐事件の際に犯人側に渡された身代金と日本赤軍幹部の丸岡修の所持していた紙幣の番号が一致した」などと報じた際に、丸岡は読売新聞に名誉毀損で民事訴訟に起こす。第一審の東京地裁では証拠不十分として読売新聞社に損害賠償支払いを命じる判決が出たが、控訴審の東京高裁では新聞記事が真実として丸岡の名誉毀損による請求を退け、最高裁は上告を退けて、丸岡の敗訴が確定した。

### その後
事件後、若王子は三井物産によってチャーターされた日本航空のダグラス DC-8型機で直ちに日本に帰国し、その後は同社札幌支店長として勤務していたが、1989年2月9日に膵臓癌のため急逝。享年55。
同年末のTBS特番で流されるレクイエム（その年に亡くなった有名人を音楽と共に流すコーナー）にも名を連ねた。
フィリピン国家犯罪捜査局により、2010年に犯人は逮捕された。

## 影響・反響
この事件は、日本企業の海外駐在員に対する安全対策の不備を浮き彫りにし、企業や政府による危機管理体制の見直しを促す契機となった。外務省は、現地大使館と駐在員との間で迅速かつ確実な連絡を可能にするため、小型無線機の配備を検討したほか、在外公館に対して日本人の安全確保を徹底するよう指示を行った。
読売新聞はコラムで、政情不安な国では現地の治安当局の対応能力に限界があるとして、海外長期滞在者が自ら防衛策を講じる必要性を指摘した。また、日本経済新聞は社説で、企業と在外公館の緊密な連携による安全マニュアル整備の重要性を論じた。
さらに、「危機管理」という概念が企業やビジネスマンの間で注目を集めるきっかけとなり、専門職としてのリスク・マネジャーが普及している欧米と比較して日本の遅れを指摘する報道もあった。